# Changan

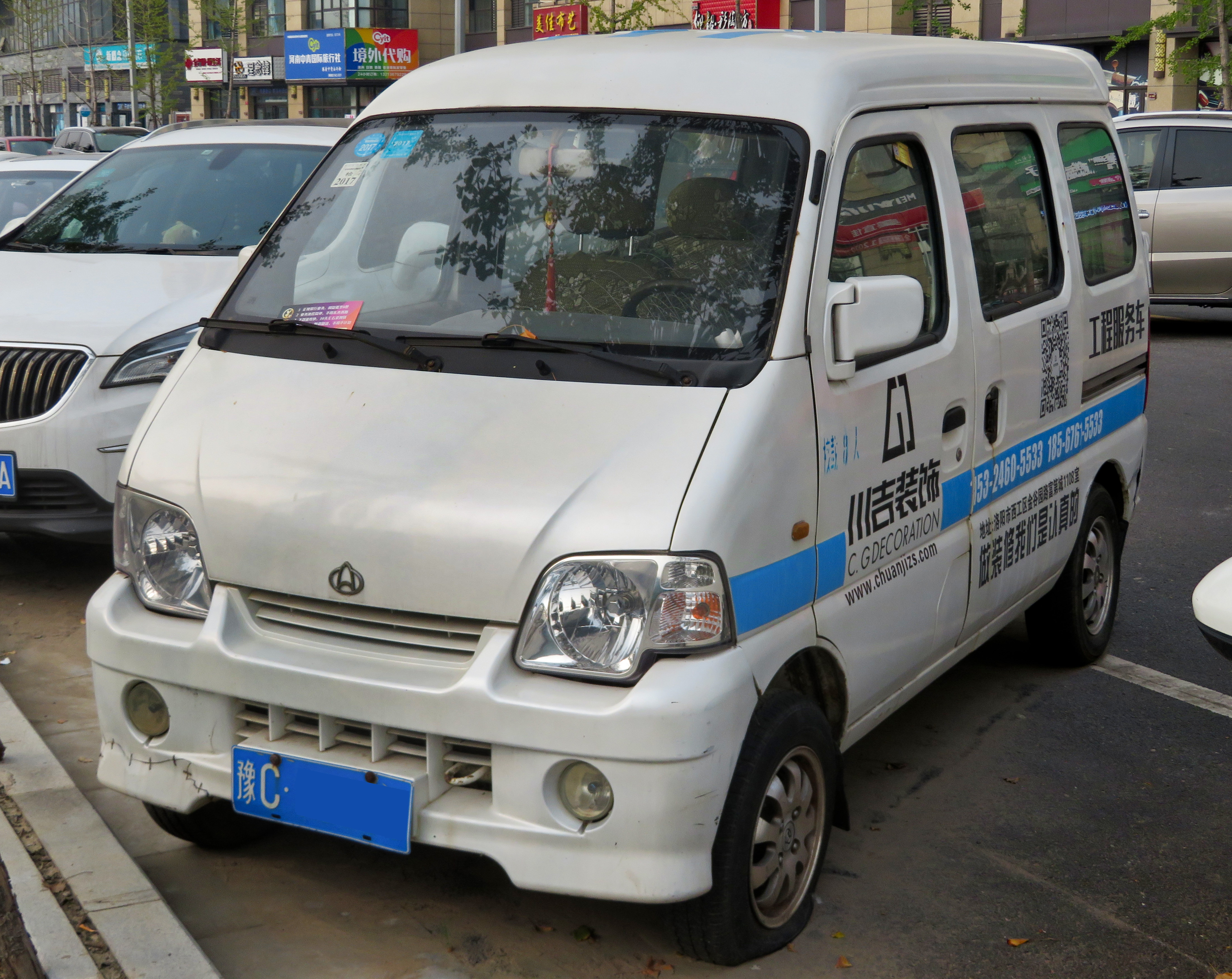
Changan Xingyun

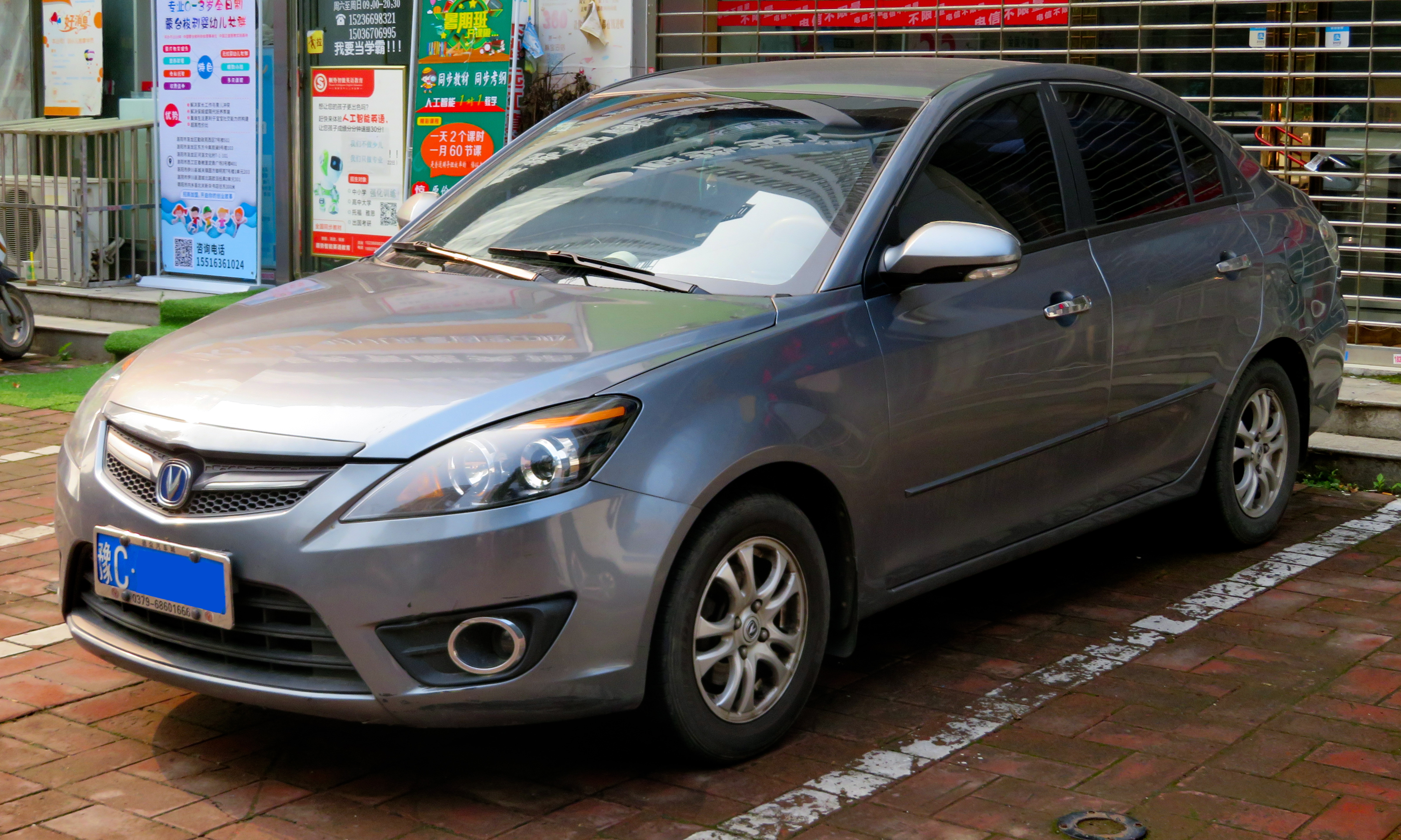
Changan Alsvin

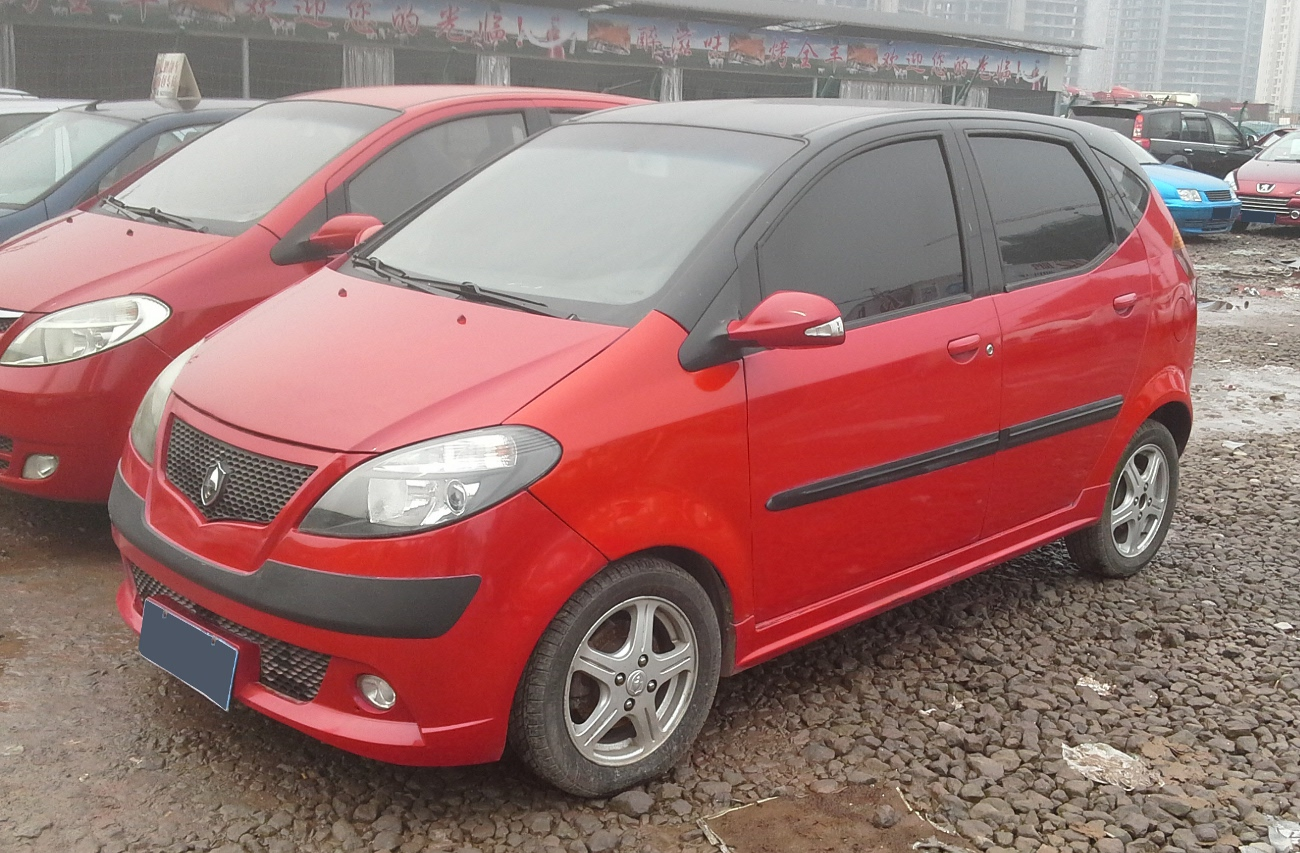
Changan Benben (Benni)

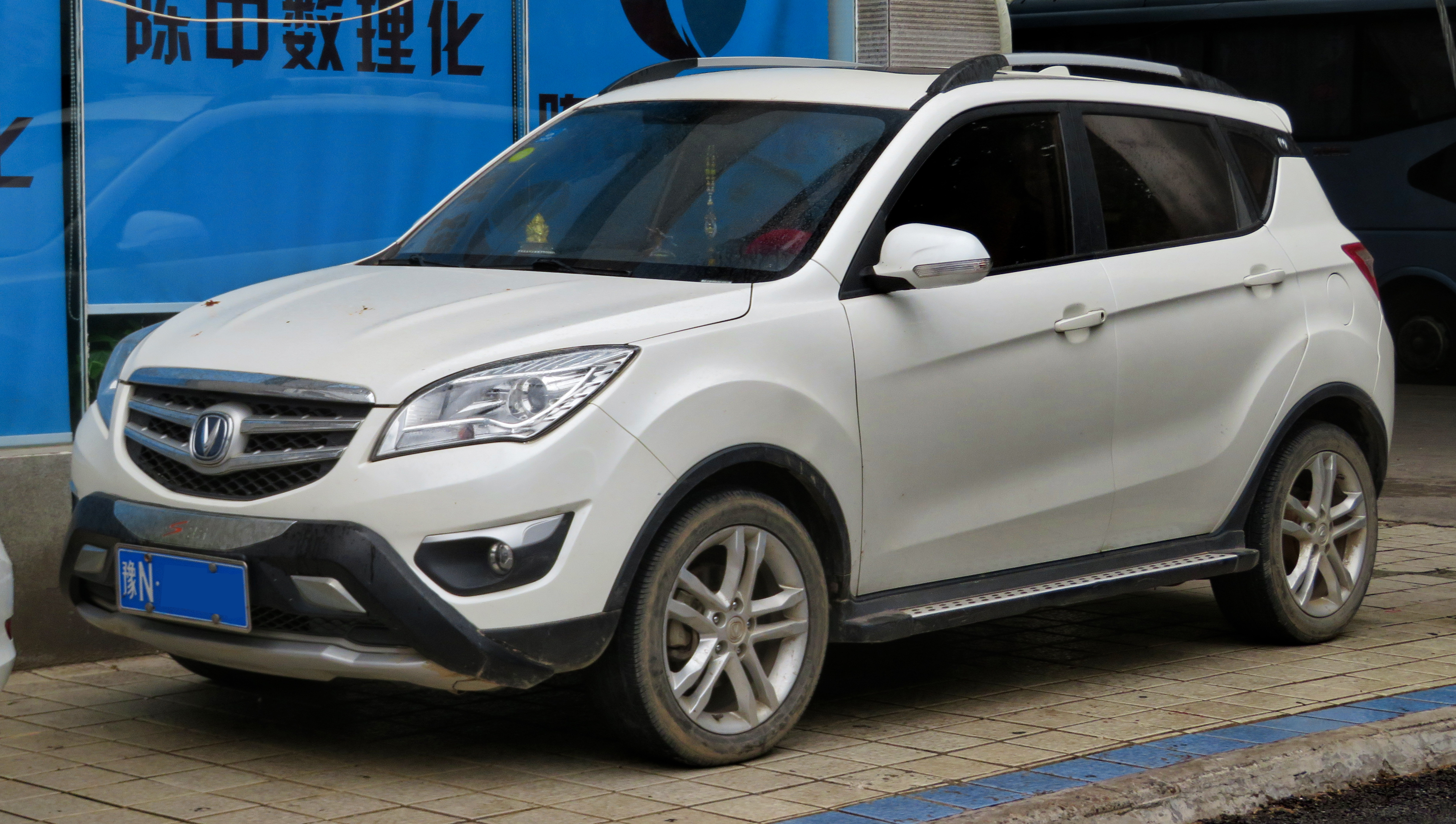
Changan CS35

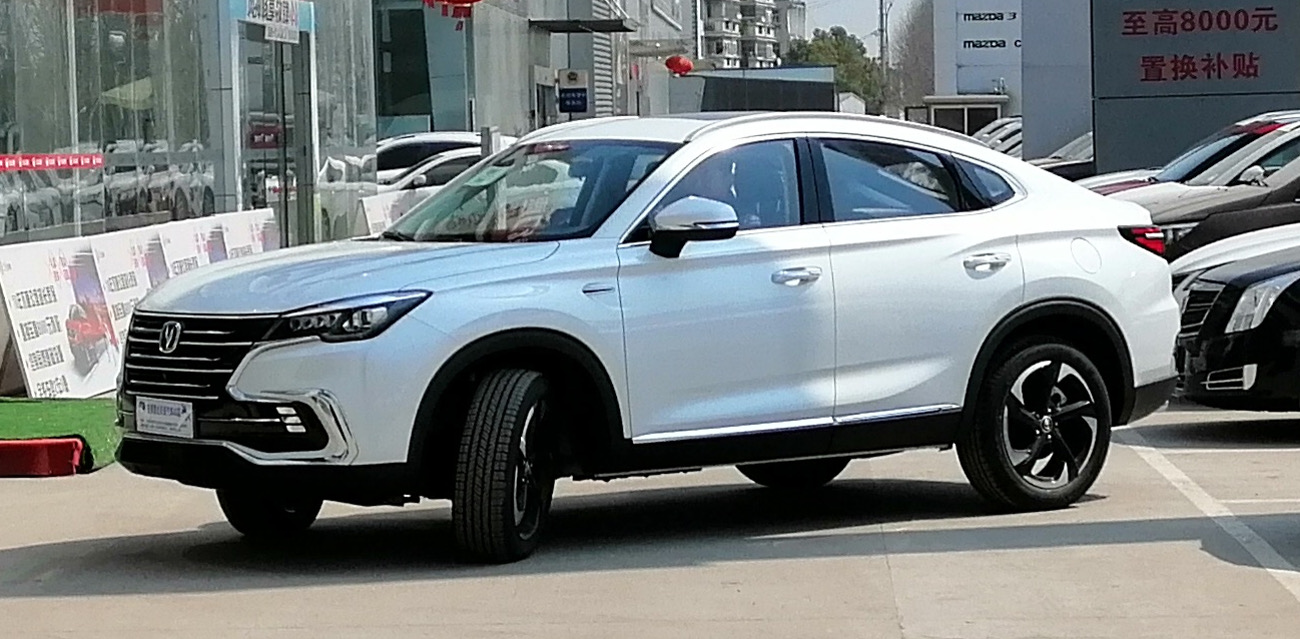
Changan CS85

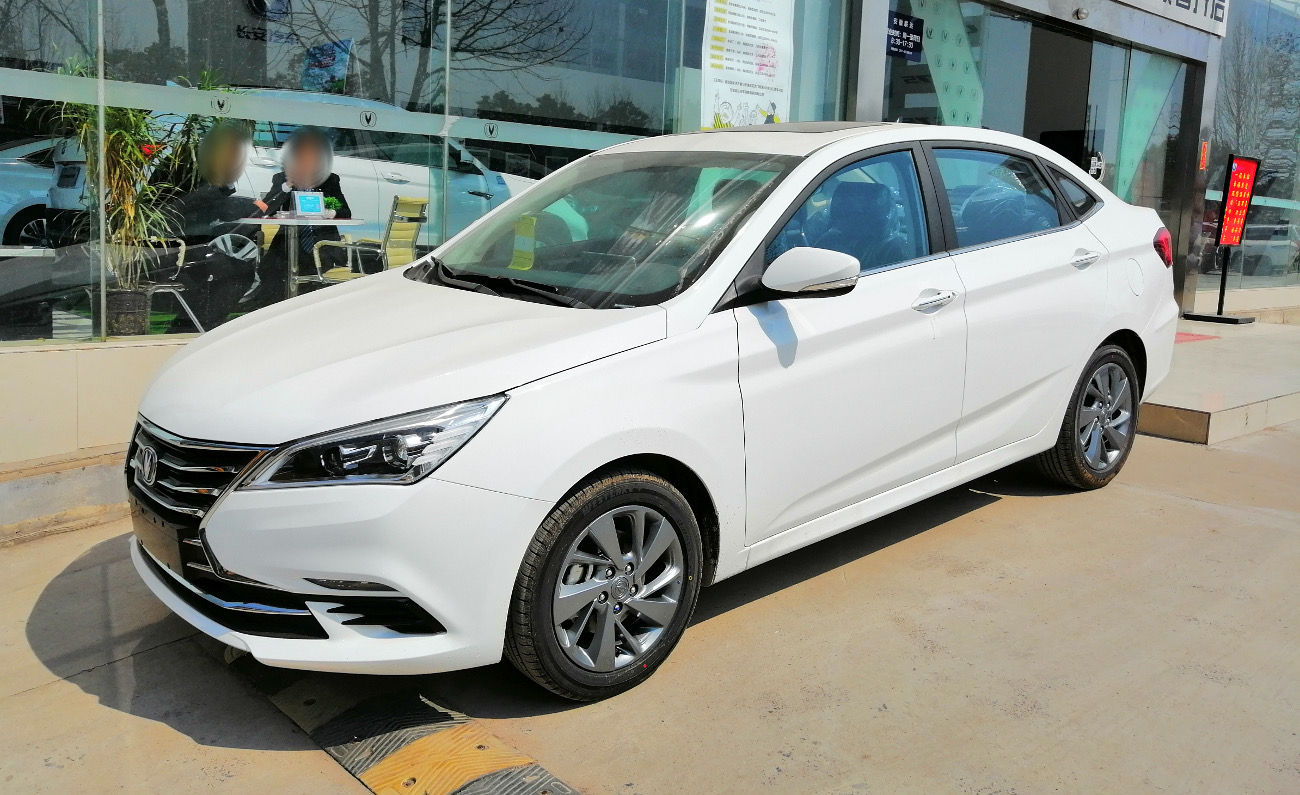
Changan Eado DT

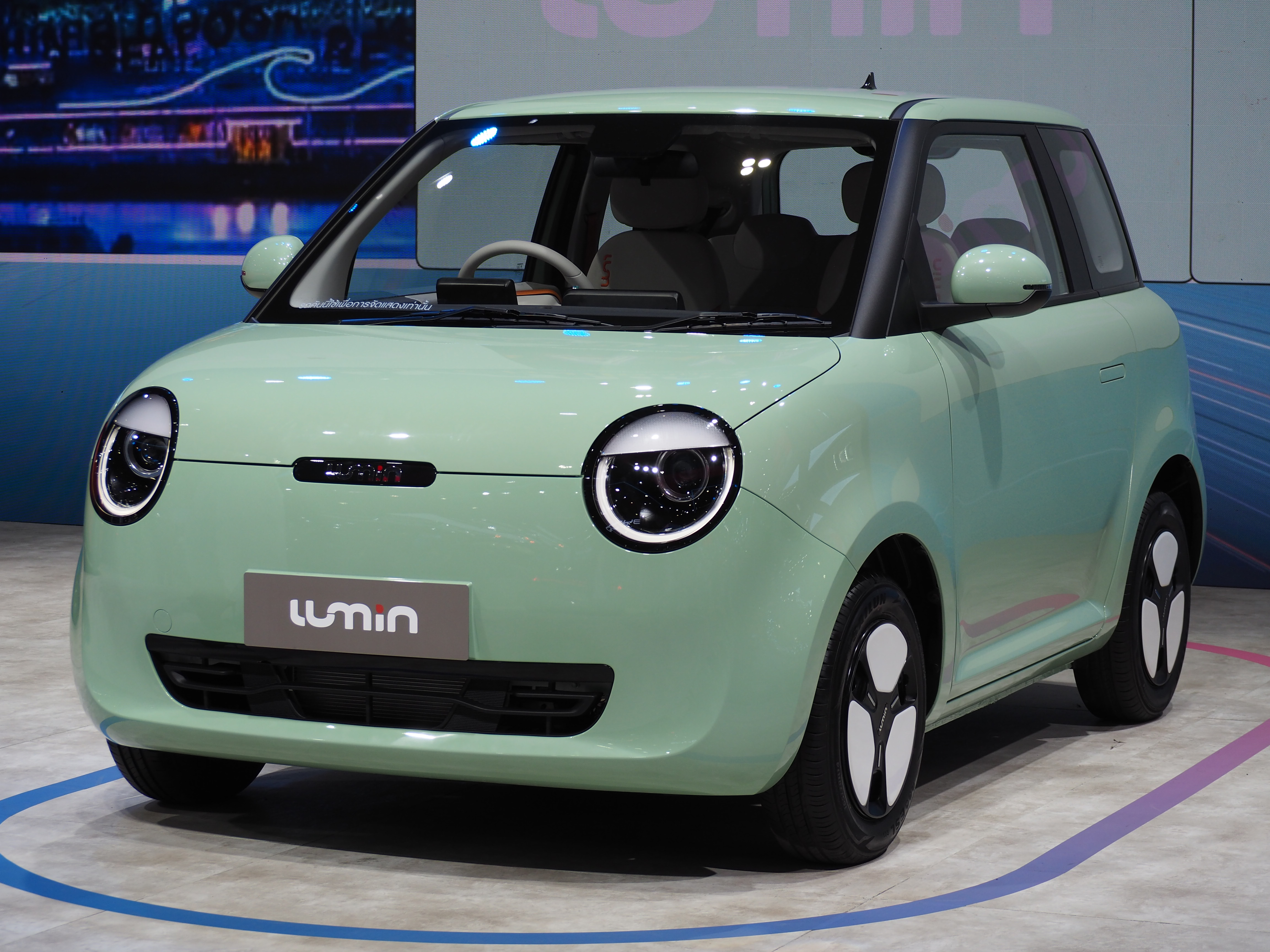
Changan Lumin Corn

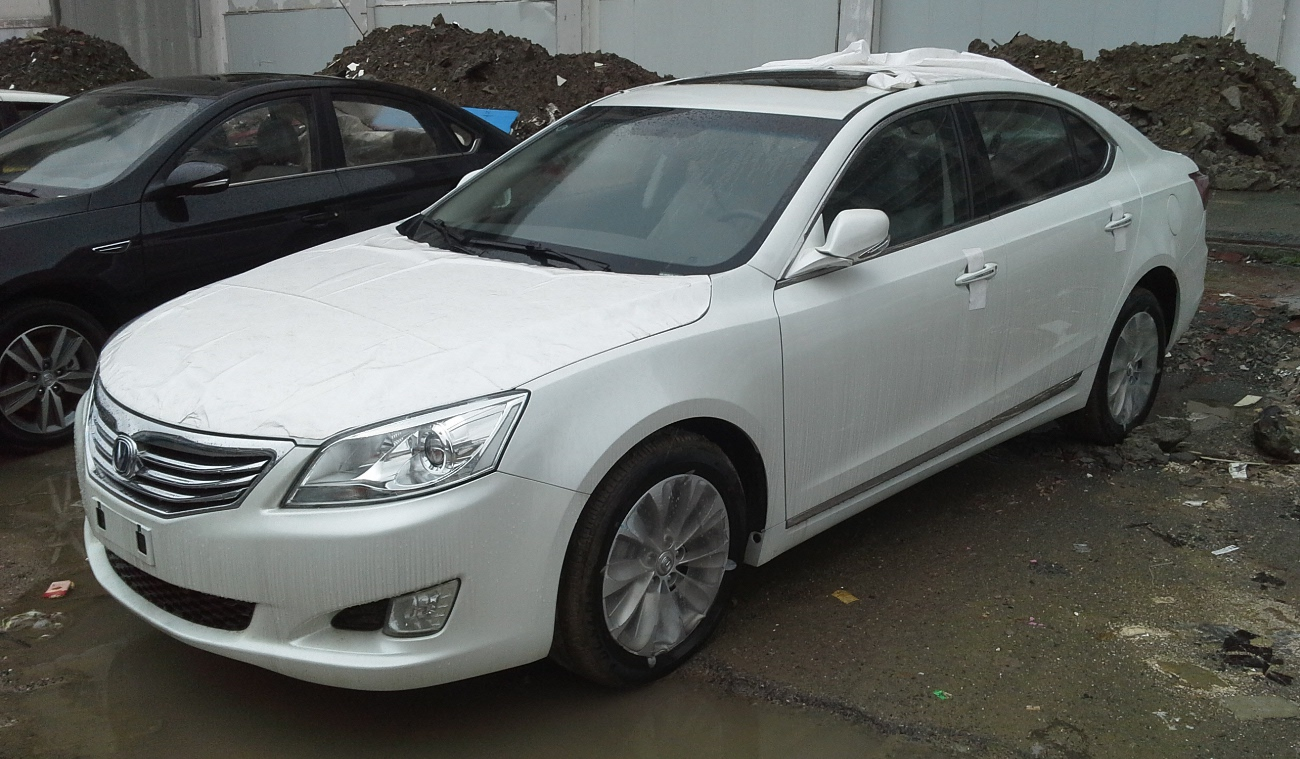
Changan Raeton

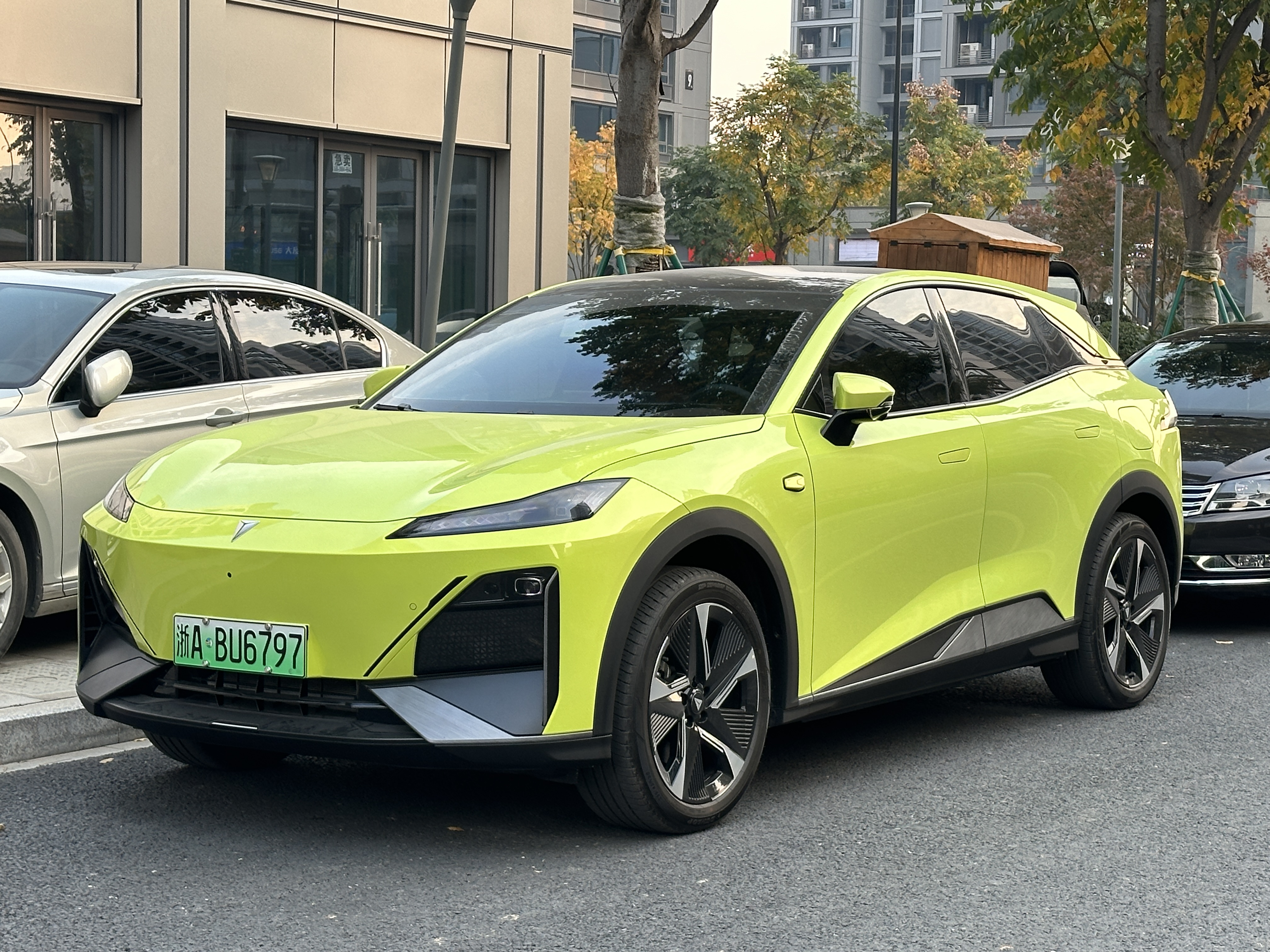
Changan Deepal S7

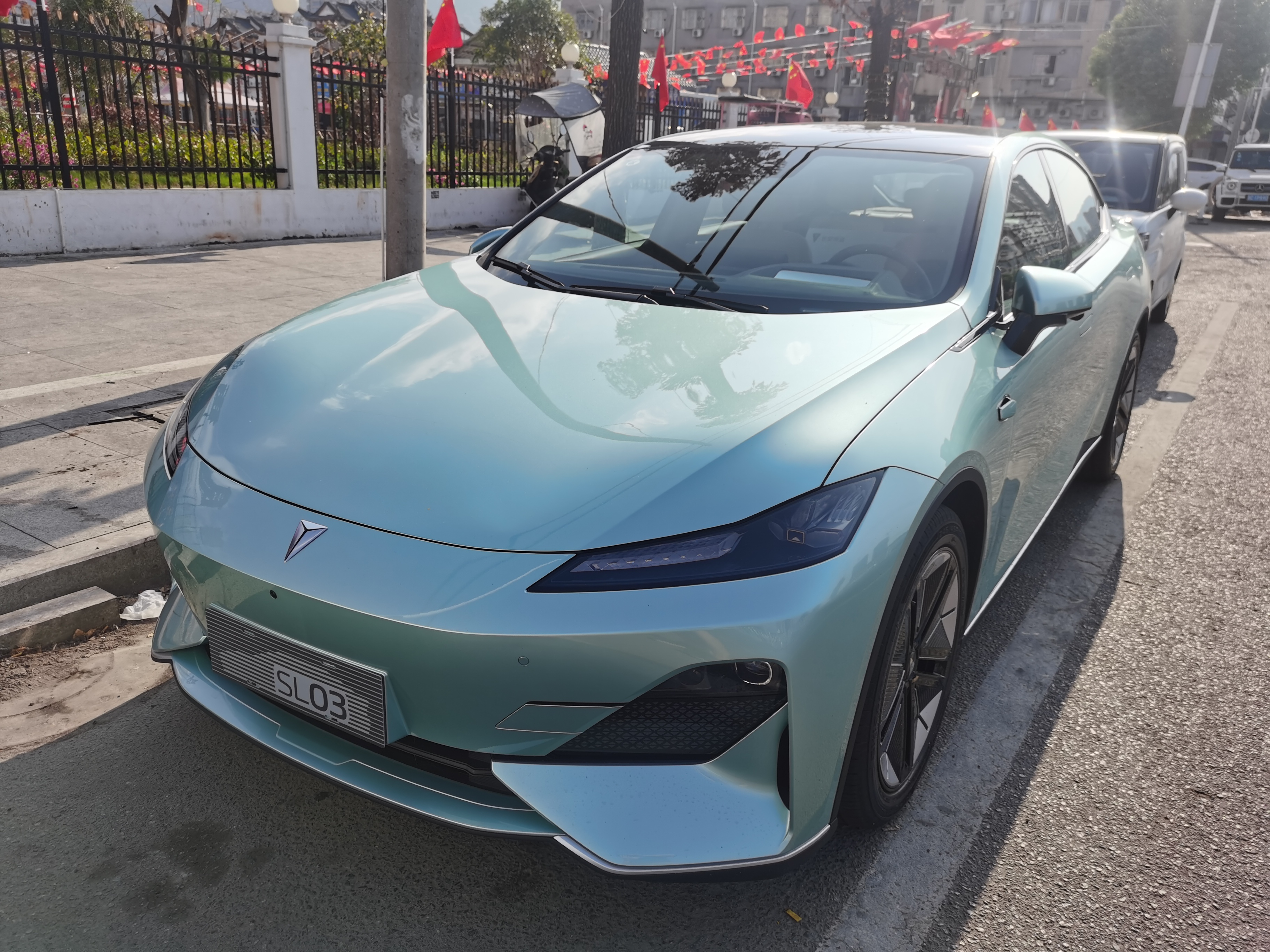
Changan Deepal SL03

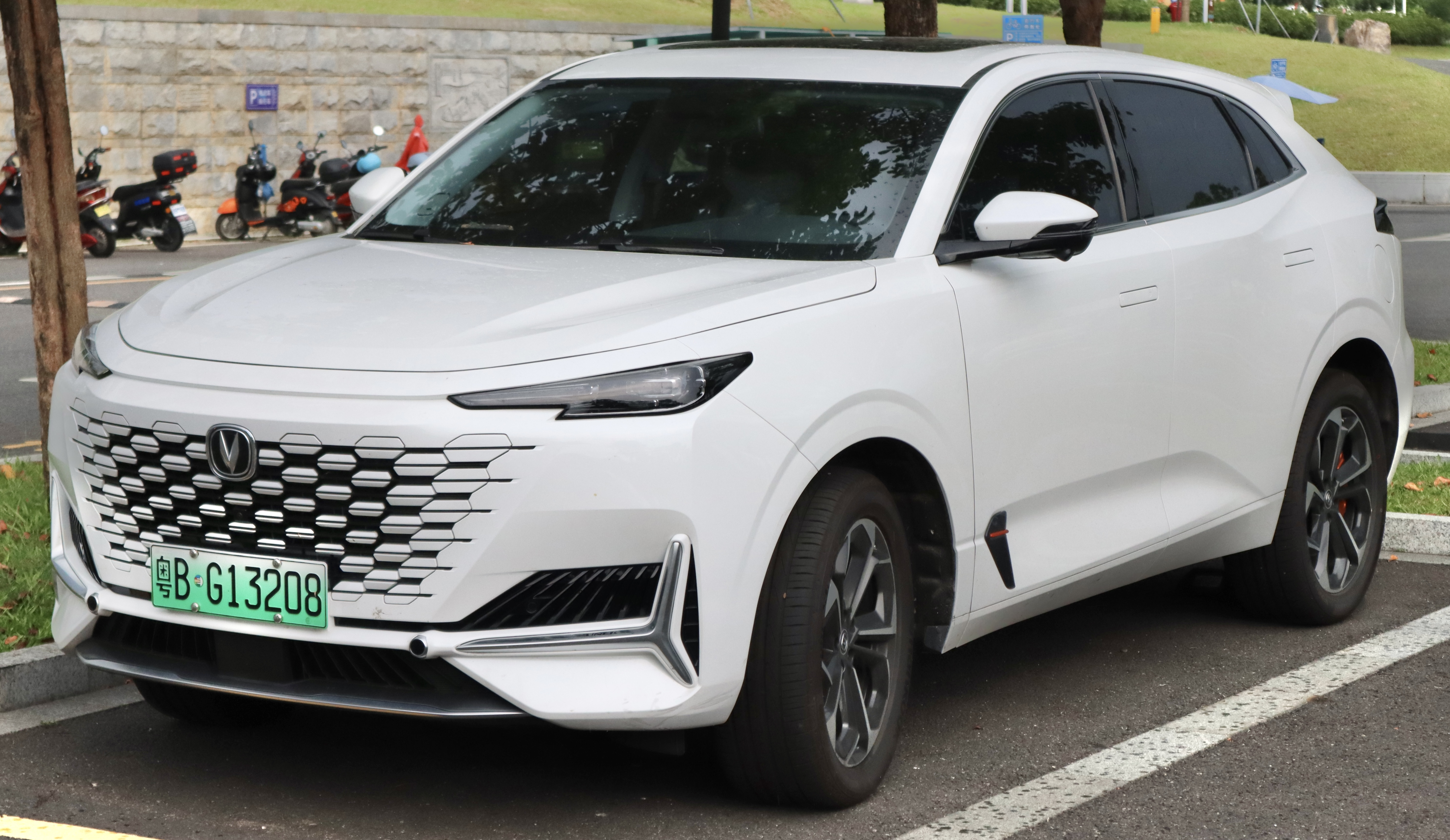
Changan Uni-K

Changan ist eine Automarke aus der Volksrepublik China.

## Markengeschichte
Chongqing Changan Automobile Company aus Chongqing verwendet diese Marke seit 1982 für kleine Nutzfahrzeuge. 1990 kamen Personenkraftwagen dazu.
Verantwortlich für das weltweite Design der Marke Changan ist seit Oktober 2023 der ehemalige Chefdesigner von Volkswagen, Klaus Zyciora, der Vorstandsmitglied wurde. Im November 2023 wurde verkündet, dass Modelle der Submarke Deepal ab 2024 auch in Europa vermarktet werden sollen. Das erste Fahrzeug ist der Changan Deepal S07, wobei der Start im März 2025 auf September 2025 verlegt wurde.
Der japanische Hersteller Mazda bietet seit 2024 mit dem 6e und seit 2025 mit dem EZ-60 Fahrzeuge auf Basis der von Changan entwickelten Plattform EPA1 an. Der Fahrzeugantrieb ist rein elektrisch aufgebaut, es gibt aber auch Versionen mit einem Ottomotor als Reichweitenverlängerer.

## Auslandsproduktion
Abgesehen von China werden oder wurden Changan-Fahrzeuge in folgenden Ländern montiert (Stand 2008):
- Bangladesch seit 1998
- Indonesien von 2001 bis 2002
- Nepal von 2001 bis 2002
- Türkei von 2001 bis 2002 durch Özmaktaş-Özaltın Makina Otomotiv als Özaltın
- Vietnam seit 2003
- Pakistan seit 2005
- Aserbaidschan seit 2006
- Vereinigte Staaten seit Juli 2008 als Tiger
- Ukraine seit 2008
- Iran seit 2009

## Fahrzeuge
Zunächst entstanden die Fahrzeuge nach Lizenzen von Suzuki. Die Minivans und Pick-ups der Baujahre bis 2000 basierten auf dem Suzuki Carry. Weitere Modelle dieser Art folgten mit Zhixing, Yuntong, Cuncuntong, Xuehu, Xingyun, Leimeng, Xingqing und Xingguang.
Der Pkw Suzuki Alto wurde als Changan Alto SC 7080 angeboten. Fahrzeuge auf Basis von Suzuki Swift und Suzuki Zen folgten.
2005 wurde das Sport Utility Vehicle Yufeng als Prototyp vorgestellt.
2006 begann die Serienproduktion des Changan Benben (auch Benni genannt).
Im März 2007 folgte der Jiexun.
2008 kam der Zhixiang dazu.
Für die folgenden Modelle liegen Zulassungszahlen in China vor:
- Alsvin seit 2009[9]
- Alsvin V3 seit 2012[10]
- Benni 2006–2023[11]
- Benni Mini 2010–2014[12]
- Chanxing 2019[13]
- CS15 seit 2015[14]
- CS35 2012–2022[15]
- CS35 Plus seit 2018[16]
- CS55 2017–2023[17]
- CS55 Plus seit 2019[18]
- CS75 seit 2014[19]
- CS75 Plus seit 2019[20]
- CS85 2019–2024[21]
- CS95 seit 2017[22]
- CX20 2010–2017[23]
- CX30 2010–2014[24]
- CX70 2016–2023[25]
- Deepal G318 seit 2024[26]
- Deepal L06 ab 2025[27]
- Deepal L07 seit 2024[28]
- Deepal S05 seit 2024[29]
- Deepal S07 seit 2023[30]
- Deepal S09 seit 2025[31]
- Deepal SL03 seit 2022[32]
- Eado seit 2012[33]
- Eado DT 2018–2023[34]
- Eado XT 2018–2019[35]
- Honor seit 2013[36]
- Hunter seit 2024[37]
- Joice 2007–2009[38]
- Lamore seit 2023[39]
- Lantop seit 2022[40]
- Linmax 2017–2019[41]
- Lumin Corn seit 2022[42]
- Ouliwei 2013–2018[43]
- Qiyuan A05 seit 2023[44]
- Qiyuan A06 ab 2025[45]
- Qiyuan A07 seit 2023[46]
- Qiyuan E07 seit 2024[47]
- Qiyuan Q05 seit 2023[48]
- Qiyuan Q07 seit 2025[49]
- Q1 seit 2019[50]
- Raeton 2012–2019[51]
- Raeton Plus seit 2017[52]
- Uni-K seit 2021[53]
- Uni-T seit 2020[54]
- Uni-V seit 2022[55]
- Uni-Z seit 2024[56]
- Changan X5 Plus seit 2024[57]
- Changan X7 Plus seit 2024[58]
- Z-Shine 2009–2010[59]

## Submarke

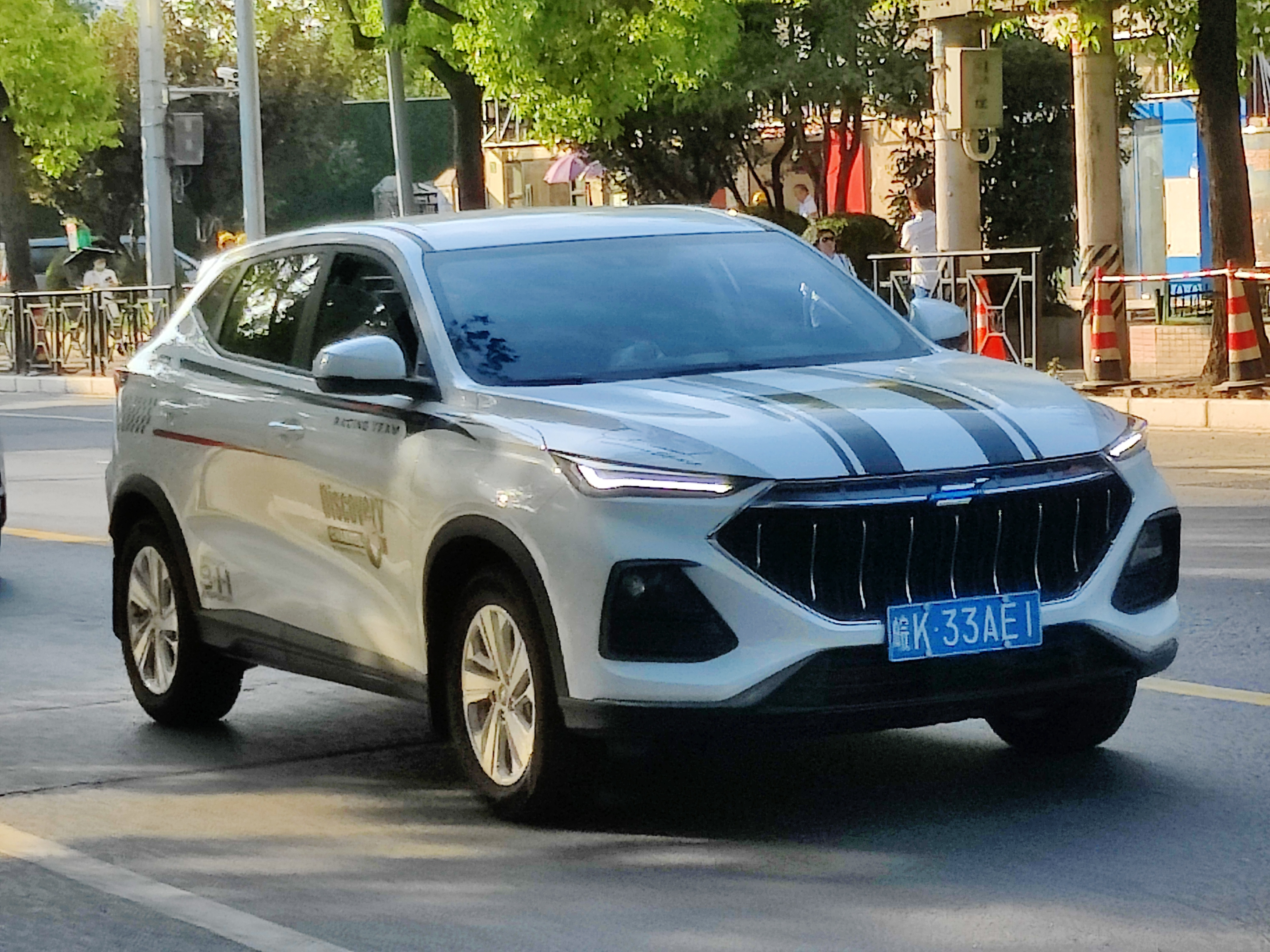
Changan Oshan X5

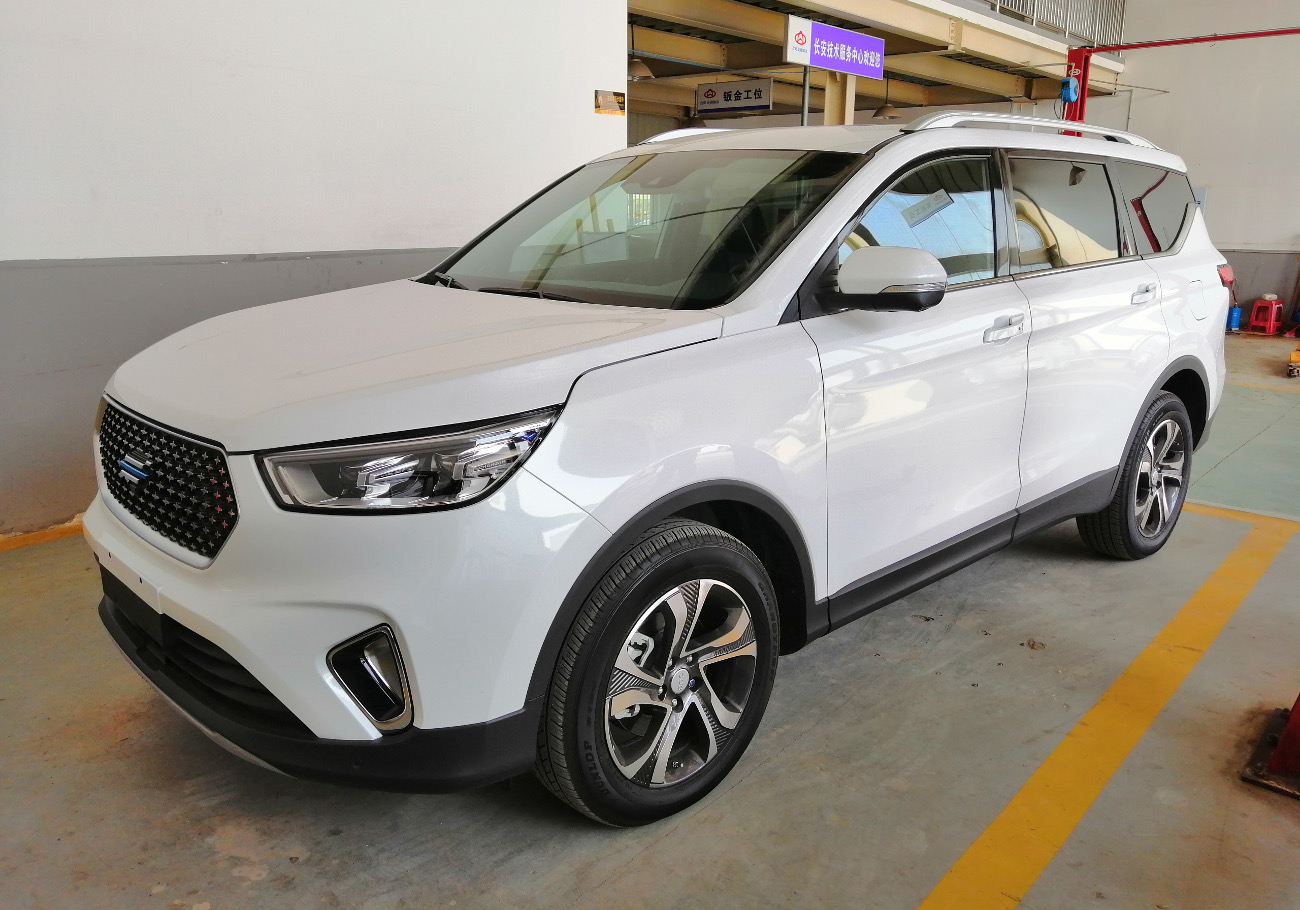
Changan Oshan COS1°

Eine chinesische Autodatenbank hat einen Eintrag zu Changan Oshan (chinesisch: 长安欧尚). Allgemein wird Oshan als Submarke bezeichnet. Aufgeführt sind die folgenden Modelle:
- Changan Oshan A600 2018–2024[61]
- Changan Oshan A800 2016–2021[62]
- Changan Oshan X5 2020–2023[63]
- Changan Oshan X5 Plus 2022–2024[64]
- Changan Oshan X7 2019–2024[65]
- Changan Oshan X70A seit 2018[66]
- Changan Oshan Ni’Ou II 2019[67]
- Changan Oshan COS1° 2018–2022[68]
- Changan Oshan COS1° GT 2019–2022[69]
- Changan Oshan Cosmos 2019–2022[70]
- Changan Oshan Kosai 3 2019[71]
- Changan Oshan Kosai 5 2019–2021[72]
- Changan Oshan Z6 2022–2024[73]

In den Mitteilungen des Konzerns für das Jahr 2018 fällt der Begriff Oushang, wobei unklar bleibt, ob es eine Marke, Submarke oder Modellbezeichnung sein soll. Anzumerken ist, dass Oushang eine ältere Übersetzung ist, aktuell aber Oshan (gelegentlich auch Oshang) verwendet würde. Auf der Internetseite www.carnewschina.com erschienen Anfang 2018 drei Berichte, wonach Cos als neue Marke eingeführt werden sollte. Sie wird in den Konzern-Mitteilungen aber nicht bestätigt. Die Internetseite für Oshan bringt übersetzt die Bezeichnungen Auchan, Ouchan und Ouchai.

## Verkaufszahlen in China
Zwischen 2006 und 2021 sind in der Volksrepublik China insgesamt 9.303.446 Fahrzeuge von Changan verkauft worden. Mit 1.142.639 Einheiten war 2016 das erfolgreichste Jahr.
| Jahr                             |      |  | Stück     |           |
| 2006                             | 2006 |  | 3.436     | 3.436     |
| 2007                             | 2007 |  | 50.039    | 50.039    |
| 2008                             | 2008 |  | 39.545    | 39.545    |
| 2009                             | 2009 |  | 98.014    | 98.014    |
| 2010                             | 2010 |  | 133.622   | 133.622   |
| 2011                             | 2011 |  | 115.745   | 115.745   |
| 2012                             | 2012 |  | 162.995   | 162.995   |
| 2013                             | 2013 |  | 426.892   | 426.892   |
| 2014                             | 2014 |  | 627.655   | 627.655   |
| 2015                             | 2015 |  | 900.458   | 900.458   |
| 2016                             | 2016 |  | 1.142.639 | 1.142.639 |
| 2017                             | 2017 |  | 1.035.041 | 1.035.041 |
| 2018                             | 2018 |  | 848.422   | 848.422   |
| 2019                             | 2019 |  | 774.599   | 774.599   |
| 2020                             | 2020 |  | 861.750   | 861.750   |
| 2021                             | 2021 |  | 998.836   | 998.836   |
| 2022                             | 2022 |  | 1.083.758 | 1.083.758 |
| Verkaufszahlen in China, Quelle: |      |  |           |           |